# Курайское сельское поселение
Курайское се́льское поселе́ние — муниципальное образование в Кош-Агачском муниципальном районе Республики Алтай Российской Федерации.
Административный центр — село Курай.

## История
Статус и границы сельского поселения установлены Законом Республики Алтай от 13 января 2005 года № 10-РЗ «Об образовании муниципальных образований, наделении соответствующим статусом и установлении их границ».

## Население
| 2010  | 2011  | 2012  | 2013  | 2014  | 2015  | 2016  | 2017  | 2018  |
| ----- | ----- | ----- | ----- | ----- | ----- | ----- | ----- | ----- |
| 1280  | ↗1284 | ↘1276 | ↗1289 | ↘1276 | ↘1220 | ↘1212 | ↗1245 | ↗1262 |
| 2019  | 2020  | 2021  |       |       |       |       |       |       |
| ↘1259 | ↗1300 | ↗1381 |       |       |       |       |       |       |

## Состав сельского поселения
| № | Населённый пункт | Тип населённого пункта       | Население |
| - | ---------------- | ---------------------------- | --------- |
| 1 | Курай            | село, административный центр | ↘427      |
| 2 | Кызыл-Таш        | село                         | ↗785      |

## Местное самоуправление
Главы сельского поселения
- с 19.03.2023 года - Владимир Николаевич Саблашев[15]